# الاحتجاجات الإثيوبية 2020
اندلعت موجة من الاضطرابات المدنية في إثيوبيا، ولا سيما في منطقة أوروميا، وذلك على خلفية اغتيال الموسيقار هاشالو هونديسا في 29 يونيو 2020، مما أدى إلى مقتل 200 شخصا على الأقل.

## الأحداث
تم إطلاق النار على هونديسا مساء يوم 29 يونيو 2020 في منطقة (Gelan Condominiums) في أديس أبابا. تم نقله إلى مستشفى تيرونيش بكين العام، حيث توفي متأثرًا بجراحه. تجمع آلاف المشيعين في المستشفى، حيث استخدمت الشرطة الغاز المسيل للدموع لتفريق الحشود، كما أشعل الناس النار في الإطارات. وبينما أصرّ المتظاهرون على أنه يجب دفنه في أديس أبابا، تم نقل جثمانه جواً إلى أمبو. ألقت الشرطة القبض على العديد من المشتبه بهم فيما يتعلق بعملية القتل.
أثار موت هونديسا احتجاجات في جميع أنحاء منطقة أوروميا. فقد قُتل تسعة متظاهرين في مظاهرات في أداما، وجرح 75 آخرون. قُتل شخصان بالرصاص في بلدة شيرو. أسقط المتظاهرون في مدينة هرر تمثال الأمير ماكونين وولدي ميكائيل. وفي الساعة 9 من صباح اليوم التالي، تم قطع الإنترنت عن معظم إثيوبيا، وهو إجراء اتخذته الحكومة سابقًا أثناء الاضطرابات والانتخابات. أعرب رئيس الوزراء آبي أحمد عن تعازيه لعائلة هونديسا، داعيًا إلى الهدوء وسط تزايد الاضطرابات بشأن تأجيل الانتخابات بسبب وباء كوفيد-19. رد قطب الإعلام جوار محمد على وفاة هونديسا على فيسبوك قائلاً «إنهم لم يقتلوا هاشالو فقط. أطلقوا النار مرة أخرى على قلب أمة أورومو ! ! ... يمكنك أن تقتلنا جميعًا، ولا يمكنك أبدًا إيقافنا! ! أبدا ! !»
أفاد هونديسا بتلقيه تهديدات بالقتل، وفي الأسبوع السابق لوفاته، أجرى مقابلة مع شبكة أوروميا الإعلامية.
في 30 يونيو 2020، ألقت الشرطة الاتحادية الإثيوبية القبض على الناشط السياسي جوار محمد بعد حادث بين حراسه والشرطة أدى إلى مقتل ضابط شرطة. وقع الحادث عندما اعترض جوار وحراسه نقل رفات تعود إلى هاشالو هونديسا إلى بلدته أمبو، التي تقع على بعد 100 كم غرب أديس أبابا. أراد جوار إقامة الجنازة في أديس أبابا، في حين أراد والدا هاشالو وزوجته أن يدفناه في أمبو. تم القبض على 35 شخصًا، من بينهم جوار، مع ثمانية بنادق كلاشينكوف وخمس مسدسات وتسعة أجهزة إرسال راديو.

### مظاهرات خارج اثيوبيا
أُقيمت عدّة مظاهرات في مينيابوليس وشيكاغو ولندن وأماكن أخرى، تطالب بالعدالة لهاشالو هونديسا وإطلاق سراح السجناء السياسيين، من بينهم جوار محمد وآخرون. في 30 يونيو 2020، قام المتظاهرون بتدمير تمثال الزعيم الإثيوبي السابق هيلا سيلاسي في حديقة كانيزارو، ويمبلدون، جنوب غرب لندن. كما تم نهب مكاتب شبكة أوروميا للبث التي تديرها الدولة في سانت أنتوني (مينيسوتا)، مما أجبر المحطة على تعليق خدماتها. في 3 يوليو 2020، نظم المحتجون مظاهرة في أورورا (كولورادو) سدّت أحد الطرق السريعة.